# Xerodes albisparsa
Xerodes albisparsa là một loài bướm đêm trong họ Geometridae.